# St. Marien-Hospital Bonn

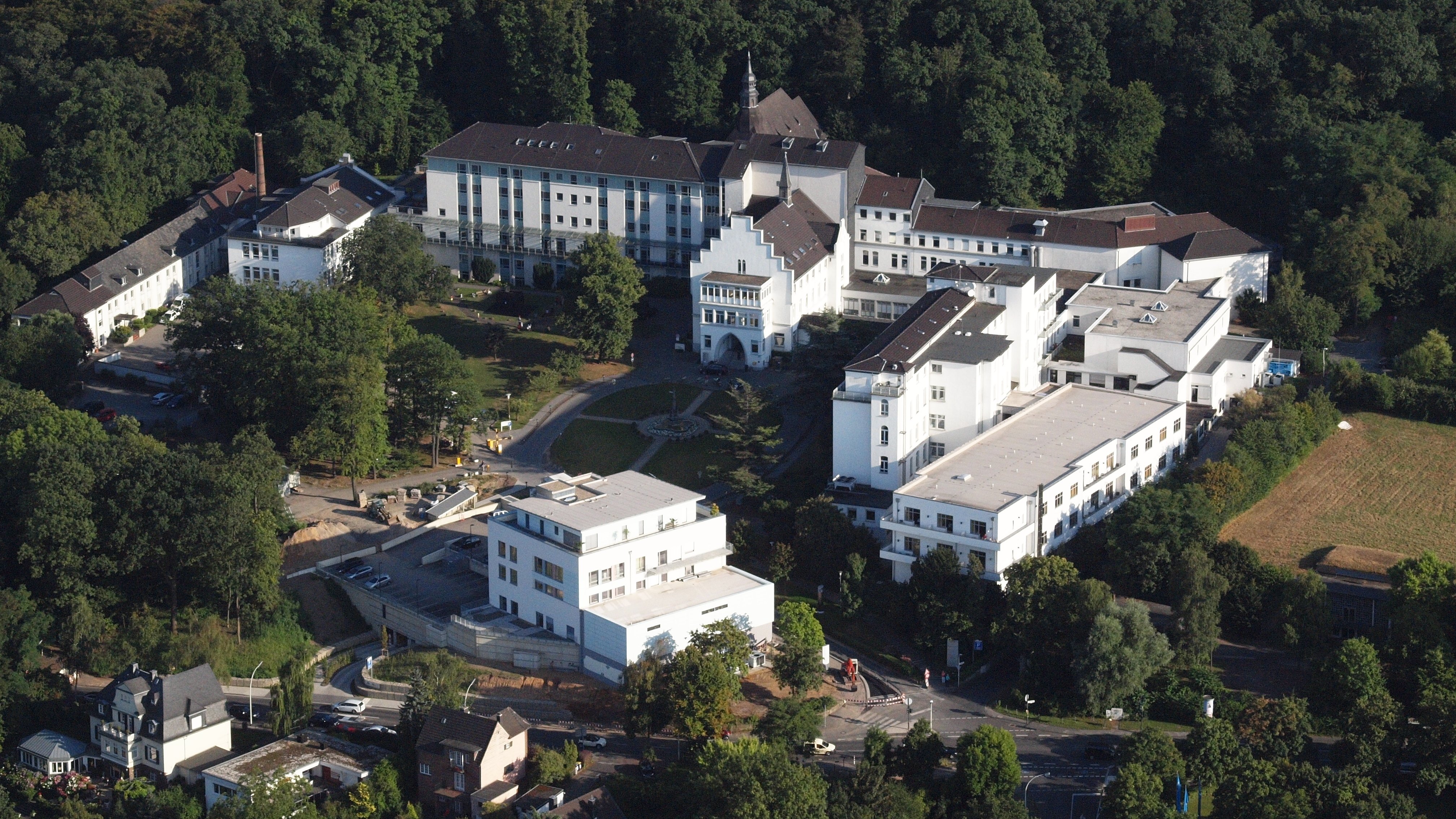
Das Bonner Marienhospital am Venusberghang (2013)

Das St. Marien-Hospital Bonn ist eine Akutklinik in Bonn-Poppelsdorf. Direkt angegliedert ist das St.-Franziskus-Hospital im Ortsteil Bonn-Kessenich (auch das Klösterchen genannt), in welchem die Psychosomatische Abteilung und die Psychotherapie untergebracht sind. Als Akademisches Lehrkrankenhaus ist das St. Marien-Hospital auch der Friedrich-Wilhelms-Universität Bonn angeschlossen.
Seit der Fusion mit dem St. Josef-Hospital Beuel (2013) bildet es den linksrheinischen Teil der GFO Kliniken Bonn und firmiert seitdem als Betriebsstätte St. Marien. Der rechtsrheinische Teil der GFO Kliniken Bonn besteht in Bad Honnef als CURA Katholisches Krankenhaus im Siebengebirge (ehemals St.-Johannes-Krankenhaus).

## Geschichte
Die Franziskanerinnen von der ewigen Anbetung zu Olpe waren in Poppelsdorf bereits seit 1881 als Kindergärtnerinnen in der Bewahr- und Nähschule für Frauen tätig. Drei Jahre später übernahmen sie auch die Leitung der dortigen Kleinkinderschule, nachdem die Oberin Angela Uthmann mit dem damaligen Bürgermeister Wilhelm Bennauer (1837–1918) dafür einen Vertrag über den jährlichen Betrag von 600 Mark abgeschlossen hatte. Bedürftige Poppelsdorfer Familien wurden von ihnen unentgeltlich gepflegt. Der davon stark beeindruckte evangelische Rentner Rudolf Jung schenkte dem Orden daraufhin das Grundstück am Venusberghang nebst einem sog. Baupfennig von 6000 Mark. So konnte 1890 mit dem Bau des St. Marien-Hospitals begonnen werden, dessen feierliche Eröffnung am 25. März 1892 stattfand. Die beiden Seitenflügel wurden 1896 angebaut, der große St. Antonius-Flügel kam 1904 hinzu.
Nach Plänen des Architekten August Scheidgen entstand 1916 die westlich hinter dem Hauptgebäude befindliche neogotische Kapelle des Krankenhauses. Zu diesem Zeitpunkt diente das Marienhospital bereits im zweiten Jahr als Kriegslazarett des Ersten Weltkriegs. Als solches wurde es nach Kriegsende ab 1918 von kanadischen und britischen sowie ab 1920 von französischen Besatzungstruppen genutzt. Letztere räumten das Krankenhaus im Januar 1926. Bereits im darauffolgenden Februar wurden Umbauten und Erweiterungen des Gebäudekomplexes in Auftrag gegeben, die wiederum Scheidgen ausführte. Nach Abschluss der Bauarbeiten wurde das Krankenhaus am 10. Juni 1927 feierlich wiedereröffnet.

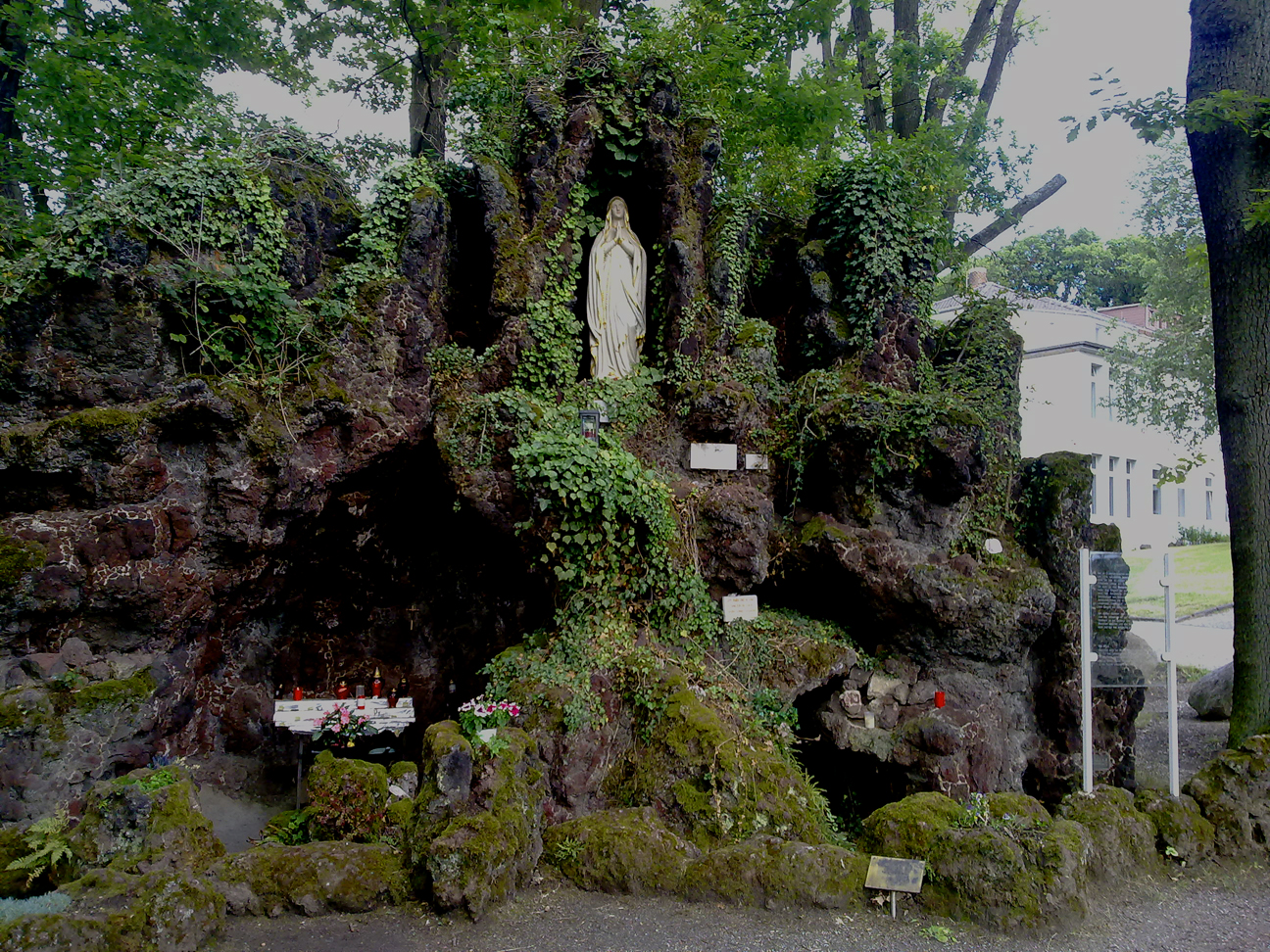
Die Lourdes-Grotte des Marienhospitals

1927 wurde auch eine Lourdes-Grotte aus Eifeler Vulkangestein in die Grünanlagen vor der Klinik versetzt, die bereits 1914 auf dem Gelände angelegt worden war. Seit 1983 werden dort die jährlichen Maiandachten abgehalten.
Ein Großbrand des Hauptgebäudes am 17. April 1957 hinterließ dank des gemeinschaftlichen Einsatzes der städtischen sowie der Freiwilligen Feuerwehr Poppelsdorf und vieler spontan helfender ortsansässiger Bürger keine irreparablen Schäden.
Die Franziskanerinnen resümierten bereits zum hundertjährigen Jubiläum 1984, dass ihr Orden der größte Träger von Krankenhäusern neben der Universität in Bonn ist. Seitdem das Marienhospital 1990 zu einem modernen Geburtshilfe-Zentrum ausgebaut wurde, war es auch das erste Krankenhaus in Nordrhein-Westfalen, in dem Geburtshilfe und Neugeborenenheilkunde unter einem Dach zusammengefasst sind.
Seit 1997 besteht der Förderverein e.V. St. Marien-Hospital unter der Leitung des Bonner Journalisten Bernd Leyendecker. Die Hauptaktivitäten des Vereins konzentrieren sich auf das Sammeln von Spenden, mit denen medizintechnische Geräte sowie Fortbildungen für das Pflegepersonal bezuschusst werden. Ein weiterer Schwerpunkt liegt in hausinternen Projekten zur Unterstützung der pädiatrischen Patientenbetreuung.
Trotz deutlicher Unterschiede der Betriebsstätten in Beuel und Poppelsdorf bezüglich der Lage, der Größe und des jeweiligen fachlichen Schwerpunkts sahen beide Häuser in einer Fusion die optimalen Möglichkeiten für die Zukunft: Ohne ihren eigenständigen Charakter aufgeben zu müssen, können sie sich seit der offiziellen Genehmigung vom 1. Januar 2013 durch das NRW-Gesundheitsministerium ergänzen und ihre Ressourcen synergetisch teilen.

## Fachabteilungen
In den 12 Fachabteilungen des Krankenhauses werden jährlich über 16.000 Patienten stationär behandelt, die Zahl der ambulanten Patientenkontakte liegt bei ca. 50.000 (Zeitraum 2011). Etwa die Hälfte davon betreffen die Bereiche Gynäkologie, Geburtshilfe, Pädiatrie, Neonatologie und Kinderchirurgie. Die weiteren Abteilungen sind:
- Innere Medizin
- Allgemeine Chirurgie
- Gefäßmedizin
- Hals-Nasen-Ohrenheilkunde (Belegabteilung)
- Anästhesie
- Radiologie
- Psychosomatische Medizin